# Médicament psychotrope

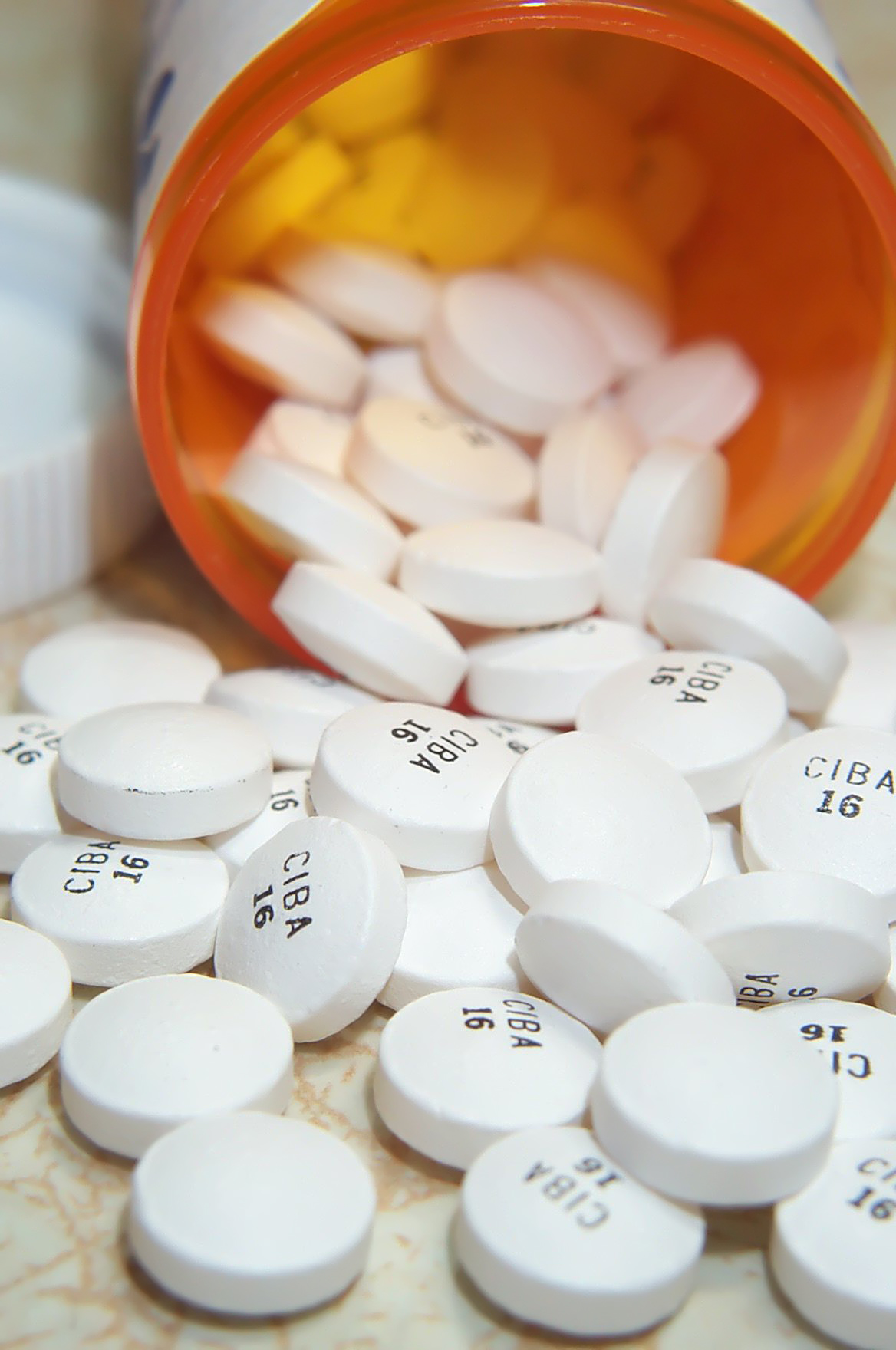
Ritalin, médicament psychotrope.

Les médicaments psychotropes sont des composés pharmacologiques ayant un effet psychotrope prescrits pour le traitement des maladies psychiatriques. 

## Historique
Plusieurs dates différentes marquent la révolution réelle de l’utilisation de médicaments psychotropes, qu’il s’agisse du psychiatre J.F. Cade qui découvre le sel de lithium en 1949 comme traitement pour la psychose maniaco-dépressive
 ou d’Henri Laborit qui, en 1952, avec la découverte de la chlorpromazine, premier psychotrope nommé neuroleptique, qui révolutionne l’approche avec les patients psychotiques internés. Heinz Lehmann est le premier psychiatre à publier sur la chlorpromazine en Amérique du Nord mais c'est Roland Saucier qui en est le premier prescripteur dans cette région du monde. C'est le psychiatre suisse Roland Kuhn qui a découvert le premier antidépresseur, l'imipramine.
La découverte des médicaments psychotropes dans les années 1950 tient surtout à l'observation empirique et à la sérendipité, non à une avancée significative des bases neurochimiques des maladies mentales. L'adoption de la chlorpromazine découle ainsi de recherches effectuées avec des antihistaminiques pour potentialiser l’anesthésie pré-opératoire. L'intervalle entre 1952 et le début des années 1960 marque cependant un bouleversement dans l'histoire de la psychiatrie. Outre les neuroleptiques, deux classes d’antidépresseurs (les inhibiteurs de la monoamine-oxydase et celle des tricycliques) et les anxiolytiques sont apparus durant cette décennie. L'attention portée aux risque de dépendance se développe dans la décennie suivante. En 1961, Leo E. Hollister et son équipe décrivent un syndrome de sevrage avec l’arrêt du Librium, nom commercial de la chlordiazépoxide, constat étendu en 1973 pour les anxiolytiques par l’équipe de L. Covi. Ces symptômes observés pour les médicaments  psychotropes sont qualifiés d'effets secondaires dans la troisième édition du DSM en 1987. 
Le docteur David Healy, historien de la psychiatrie, souligne que les psychotropes modernes comme le LSD et les premiers neuroleptiques ont été développés dans les mêmes laboratoires. Selon lui, il existe une première différence entre les psychotropes et les médicaments normaux, dans la mesure où l'action principale des psychotropes est de modifier la pensée, le comportement et la personnalité, que ce soit sur des personnes malades ou saine d'esprit. Il existe une deuxième différence entre les psychotropes légaux et illégaux : les premiers générant un comportement ou des pensées acceptables pour la société (comme les neuroleptiques qui bloquent le délire), les seconds étant considérés comme un facteur de désordre (LSD, cocaïne, etc.). Healy insiste sur la détermination sociale des drogues, plus que sur leur aspect « curatif », car certaines drogues légales peuvent s'avérer tout aussi toxiques que les drogues illégales (neuroleptiques, anxiolytiques...) et poser les mêmes problèmes (dépendance, syndrome de sevrage, trafic...).
Selon le même auteur, on peut donc conclure que l'usage des psychotropes, et l'approbation ou la désapprobation sociale de chacun d'eux, est loin d'obéir à des considérations strictement médicales, mais dépend aussi des circonstances historiques (la cocaïne a longtemps été considérée comme un tonifiant acceptable, certaines sociétés primitives consommaient beaucoup d'hallucinogènes), sociales (comportements ou pensées jugés acceptables ou inacceptables dans la population générale, ou chez certains groupes, comme les enfants à l'école), et économiques (le marché des psychotropes légaux et illégaux se chiffrent en milliards de dollars).

## Classification et prescription
L'ensemble des psychotropes, y compris non thérapeutiques, sont classés en quatre grand groupes:
- les psycholeptiques, qui regroupent les tranquillisants (anxiolytiques, sédatifs), les neuroleptiques (antipsychotiques) et les hypnotiques
- les psychoanaleptiques, stimulant l'activité mentale, comprenant les antidépresseurs et les psychotoniques
- les normothymiques ou régulateurs de l'humeur
- les psychodysleptiques (hallucinogènes), souvent toxiques, perturbateurs de l’activité mentale

La prescription repose sur le type de pathologie, le stade de la maladie, l'acception du traitement par le patient, la combinaison avec les autres moyens thérapeutiques, l'arbitrage entre les résultats bénéfiques et les effets indésirables, les thérapeutiques associées, l'âge ou l'état de la personne.
Une nomenclature fondée sur les neurosciences, la NBN (pour neuroscience-based nomenclature), est proposée afin de réduire la part de subjectivité dans la prescription du médicament en s'appuyant sur les processus neurobiologiques des maladies psychiatriques. Elle articule en effet le neurotransmetteur cible et le mécanismes d’action recherché.

## Dépendance et sevrage
La consommation de ces produits entraîne rarement un phénomène de tolérance aux substances qui se traduirait par une perte d'efficacité ou de manque aux effets physiologiques. Les symptômes de sevrage se rapprochent souvent de ceux ayant motivé la prise en charge des médicaments. Ils se manifestent par exemple par des phénomènes d'anxiété, de dépression, d'insomnie, des perturbations sensorielles ou des troubles de l'humeur. Elle produit une dépendance sans abus ou, autrement dit, sans addiction, mais qui peut freiner l'arrêt de la consommation et nécessite donc une diminution progressive. 
La facilité de l’arrêt par un grand nombre de consommateurs et la disparité des symptômes de sevrage tendent à infirmer l'hypothèse d'une dépendance neurophysiologique à ces médicaments, même si des auteurs comme Peter Breggin ou Charles Medawar critiquent leur prescription, soulignant que les sujets prédisposés pouvant être plus facilement captifs de cette thérapeutique dont les effets indésirables peuvent paradoxalement favoriser la chronicité.

#### Ouvrages
- Pelissolo A., Bien se soigner avec les médicaments psy, Odile Jacob, 2005.
- Philippe Dorosz, Guide pratique des médicaments en neuro-psychiatrie, Maloine.
- David Healy (trad. Monique Debauche, préf. Gilles Mignot), Les médicaments psychiatriques démystifiés, Issy-les-Moulineaux, Elsevier Masson, 2009, XVI-336 p. (ISBN 978-2-8101-0116-0).
- Roselyne Gervais, Gérard Willoquet et Aïssé Diallo (préf. Jean Calop, avec la collaboration de Marc Talbert), GPC, guide pharmaco-clinique, Paris, Moniteur des pharmacies, 2020, 1513 p. (ISBN 978-2-37519-057-9), p. 1331-1451

#### Articles
- Aldo Calanca, Christian Bryois et Thierry Buclin, « Vade-mecum de thérapeutique psychiatrique », Médecine & hygiène, Genève,‎ [année inconnue].
- Philippe Le Moigne, « La dépendance aux médicaments psychotropes : la psychopharmacologie aux usages », Drogues, santé et société, no 1,‎ 2008, p. 57-88 (DOI 10.7202/019619ar, lire en ligne, consulté le 7 février 2021).